# Fondation de l'Automobile Marius-Berliet
La fondation de l'Automobile Marius-Berliet est une fondation créée par Paul Berliet en 1982, reconnue d'utilité publique, consacrée au patrimoine relatif aux véhicules industriels français, nommée ainsi en hommage à Marius Berliet, ancien dirigeant fondateur de Berliet.

## Localisation

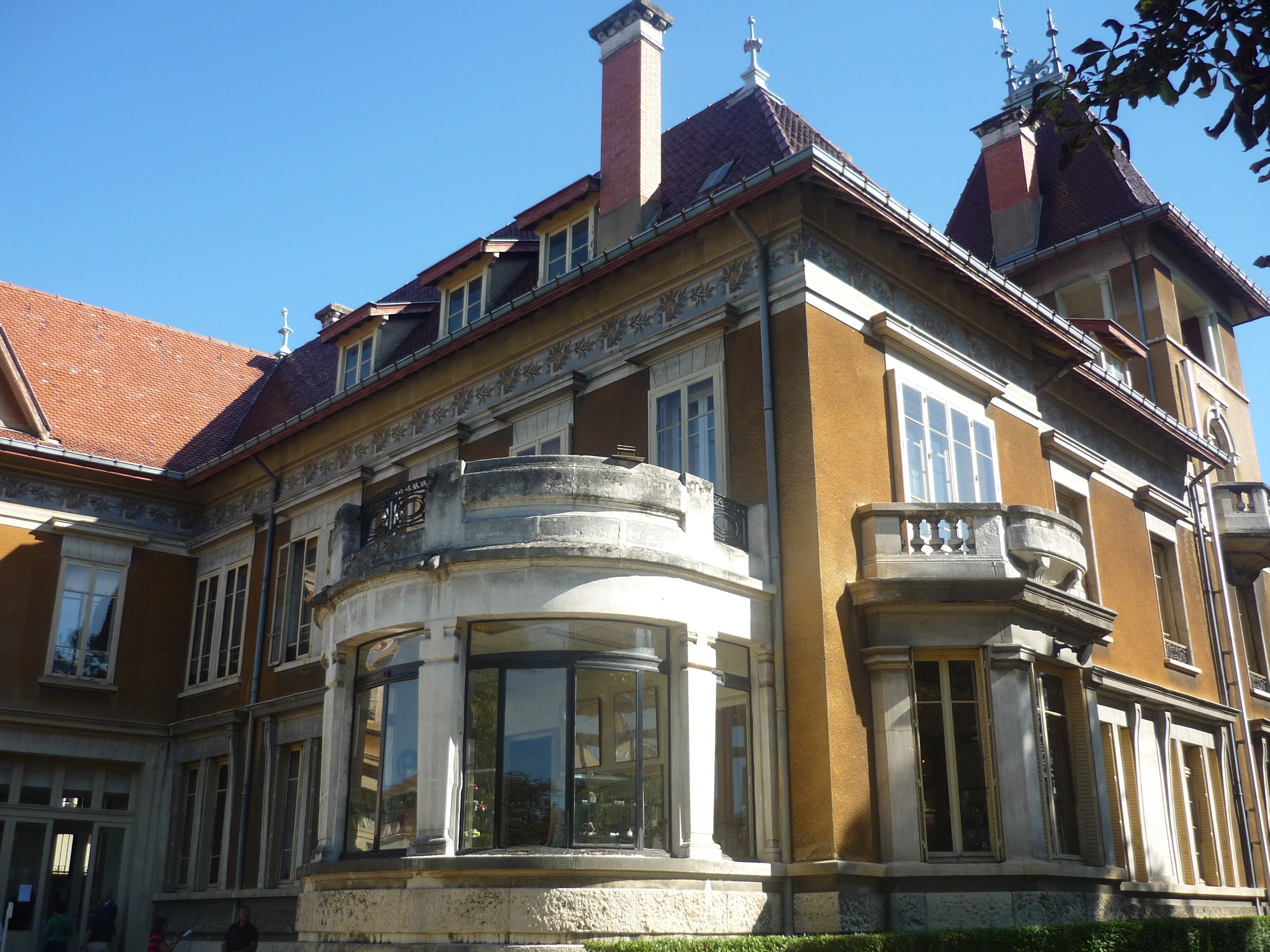
Vue de la Villa Berliet à Lyon.

La fondation dispose, entre autres, de la Villa Berliet (monument inscrit au titre des Monuments historiques) dans le quartier de Montchat à Lyon et d'un conservatoire situé au Montellier à une trentaine de kilomètres au nord de Lyon, dans l'Ain, village dont Paul Berliet fut d'ailleurs maire. Le conservatoire d'une surface de 7 000 m2 construite en sept étapes étalées sur 30 ans inclut environ 300 véhicules 

## Destination
La fondation a pour objet la sauvegarde et la valorisation du patrimoine automobile de la région Rhône-Alpes et de l’histoire des véhicules industriels de l’ensemble des marques françaises, ceci afin que les jeunes générations puissent connaître le travail de ceux qui les ont précédés et dont ils sont les héritiers.
« Connaître le passé pour comprendre le présent et mieux imaginer l’avenir », c’est le fil directeur de la démarche de la fondation. Elle prend en compte à la fois la mémoire métallique : produits (voitures et véhicules industriels) et la mémoire archivistique composée de documents de toute nature concernant l’ensemble des fonctions des entreprises : plans, catalogues, correspondances, contrats, photographies, films, vidéos … Elle s’intéresse aussi à l’environnement professionnel, économique, culturel afin de placer l’aventure automobile dans le contexte de l’époque et de retracer l’histoire du transport routier.Une cinquantaine de travaux universitaires (mémoires de maîtrise, thèses) dans diverses disciplines (histoire contemporaine, sociale, technique, histoire de l'art, géographie, urbanisme) a été effectuée à partir de ce pôle de ressources.

## Historique

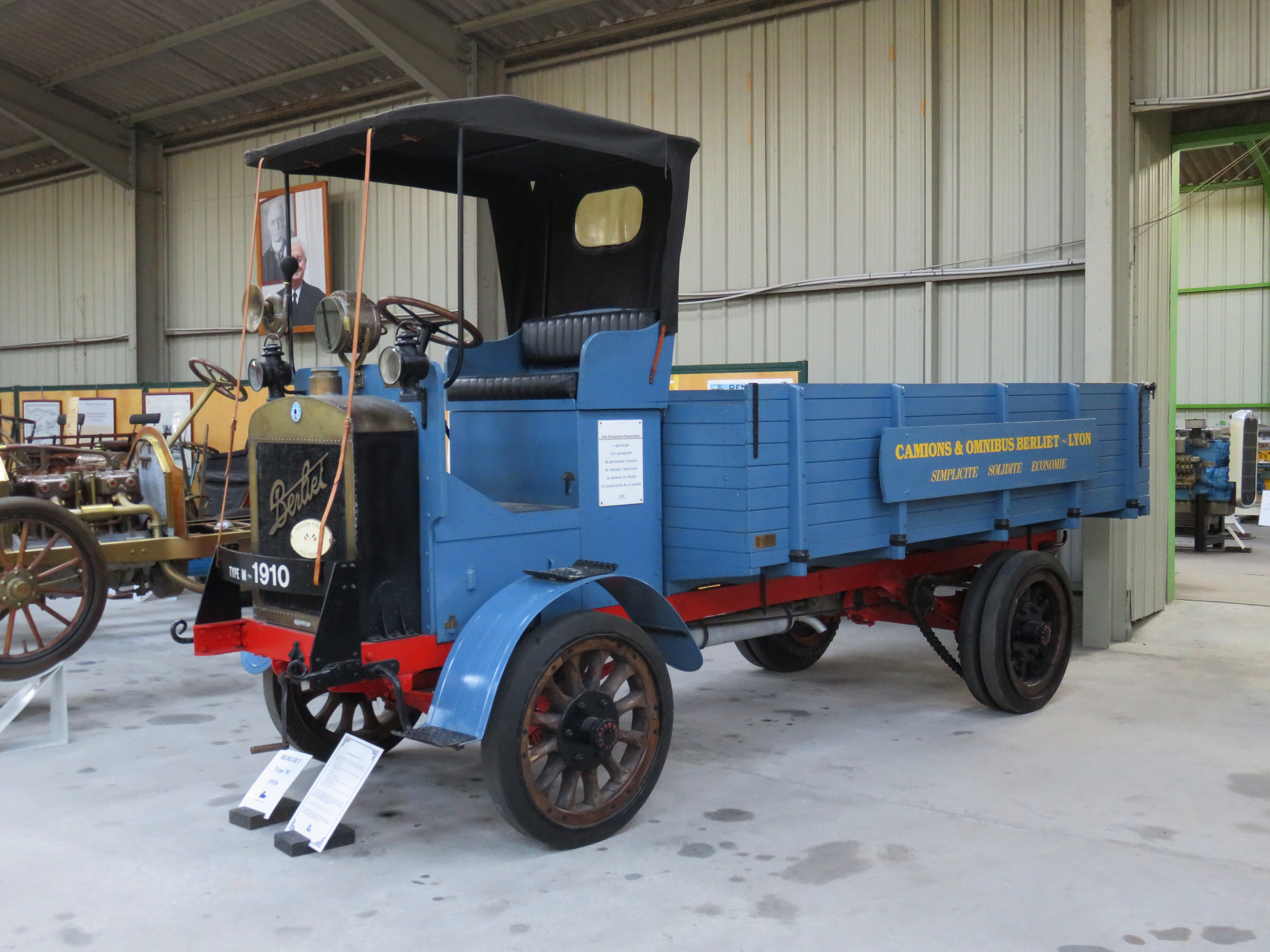
Berliet Type M de la Fondation Marius Berliet

En 1982, Paul Berliet crée la fondation, reconnue aussitôt d’utilité publique.

« Publication au JO du 13 janvier 1982 du décret du 8 janvier 1982 portant reconnaissance de la Fondation Marius Berliet comme établissement d'utilité publique. Objet : (Extrait des statuts) : Sauvegarder et valoriser le patrimoine automobile de la grande région lyonnaise et de l'histoire du camion français. »

En 1988, le camion Berliet M de 1910 est classé Monument Historique en qualité de « représentant de la première génération de camion ».
Fin 2008, Paul Berliet cède la présidence de la Fondation Berliet à son neveu – petit-fils de Marius Berliet – Philippe Brossette, et en est nommé président-fondateur.
En 2012, la collection compte 300 véhicules – dont près de 200 représentant 30 marques sont restaurés.

## Centre d’archives et de documentation informatisé
Le Centre d’archives et de documentation informatisé, riche de plus de 300 000 références sur quelque 200 marques constitue un pôle de ressources à destination de chercheurs universitaires de toute discipline, d’amateurs enthousiastes, de représentants des médias, d’écrivains, de responsables d’exposition, en bref de tous ceux qui cherchent à comprendre l’évolution de la civilisation automobile qui a marqué le XXe siècle. Les quatre niveaux de la villa Berliet, 39 avenue Esquirol à Lyon (3e), inscrite à l’Inventaire supplémentaire des monuments historiques en 1989, demeure familiale centenaire, sont équipés pour la conservation des documents.

## Galerie
Quelques véhicules conservés par la Fondation de l'Automobile Marius-Berliet

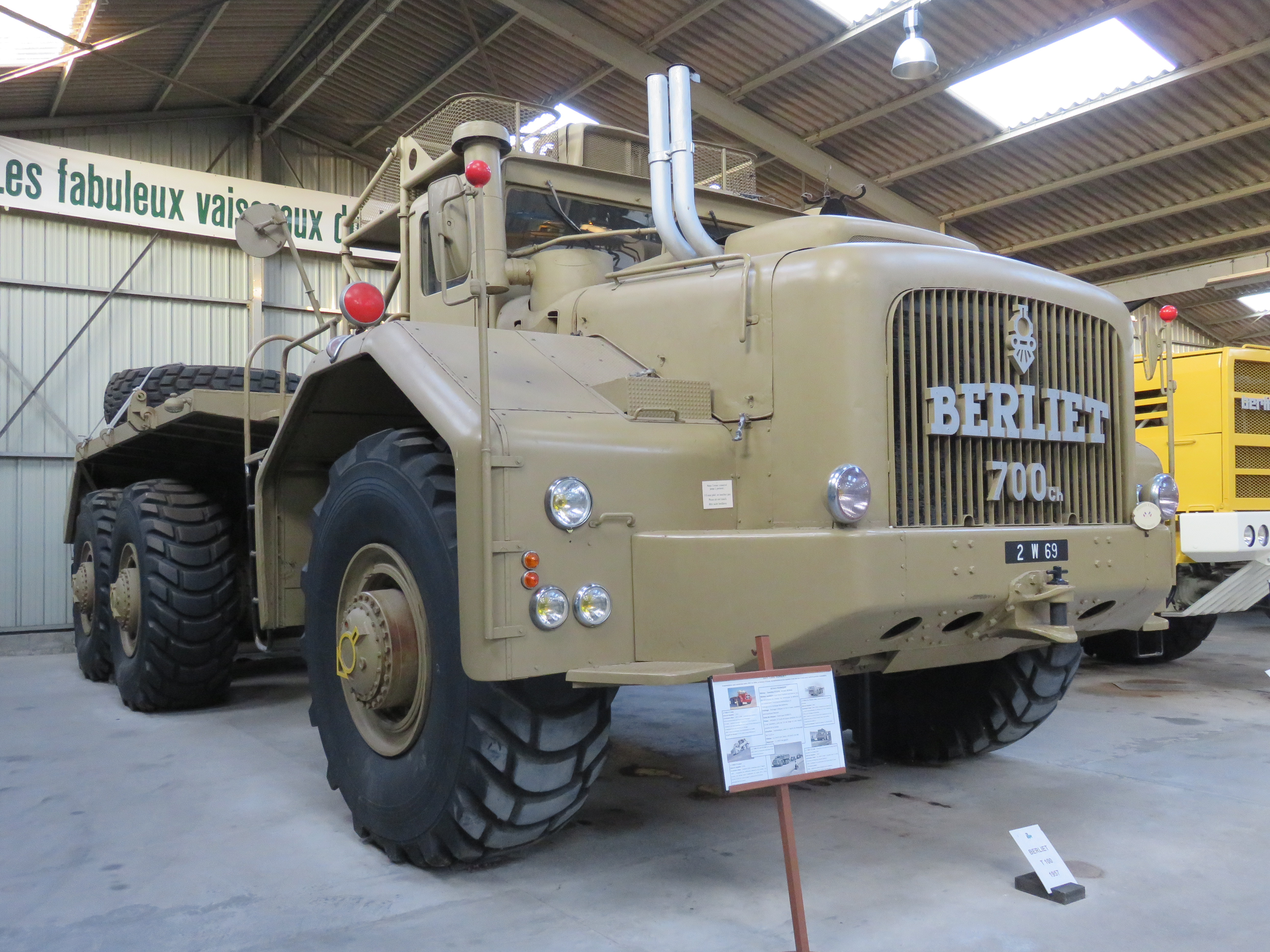
Berliet T100, plus grand camion du monde à l'époque
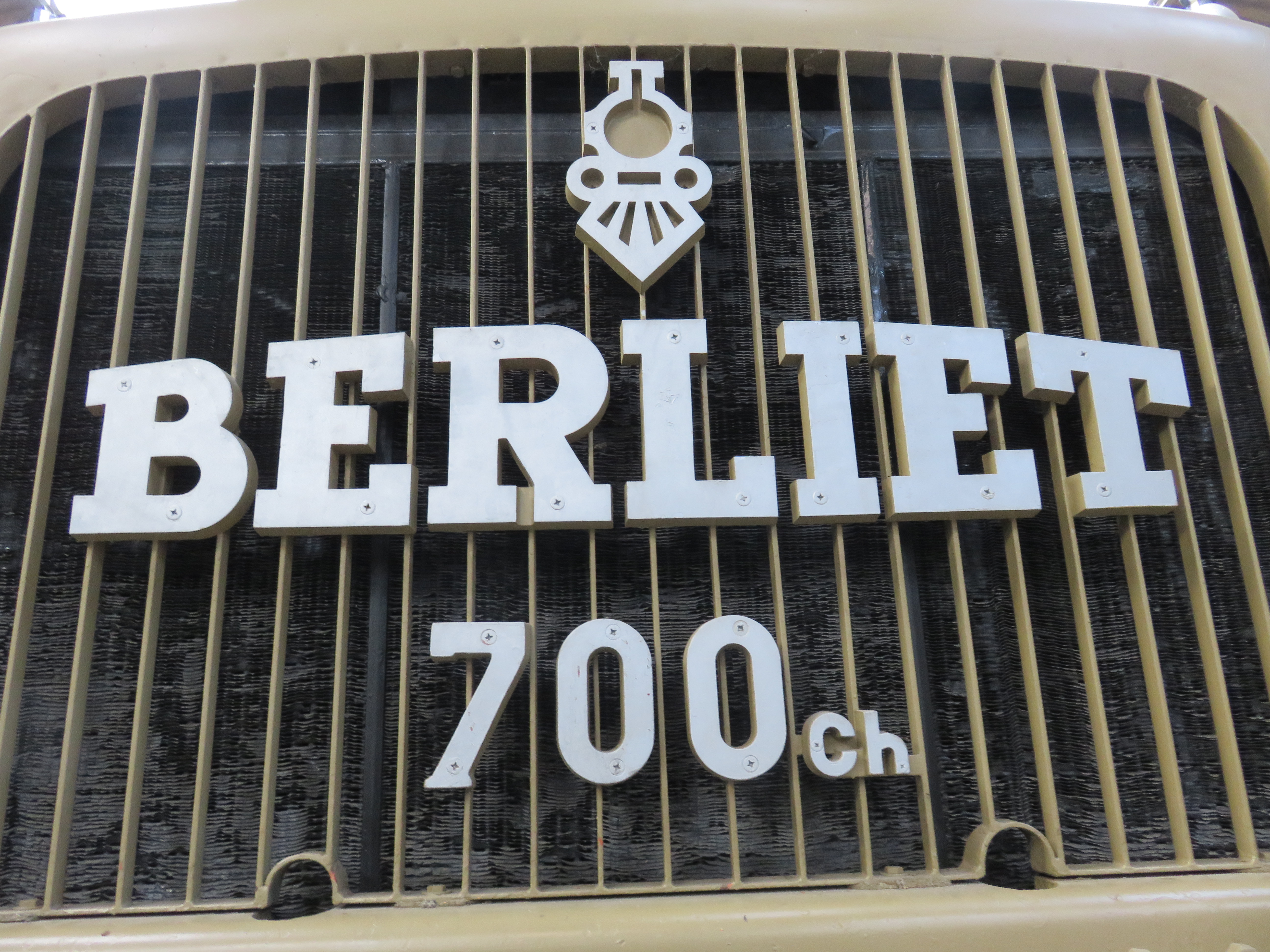
Calandre du Berliet T100
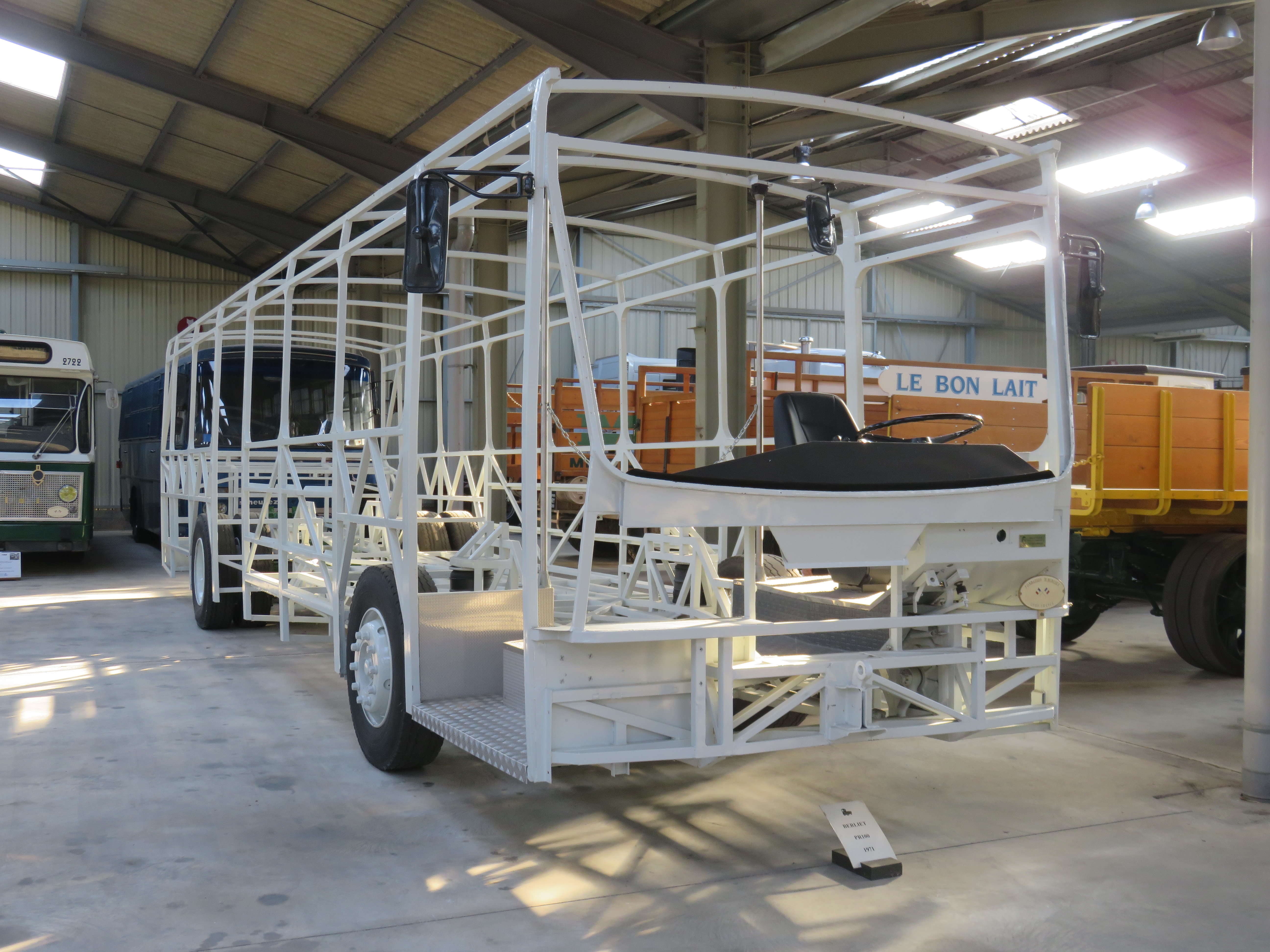
Autobus Berliet PR 100 châssis, vue avant
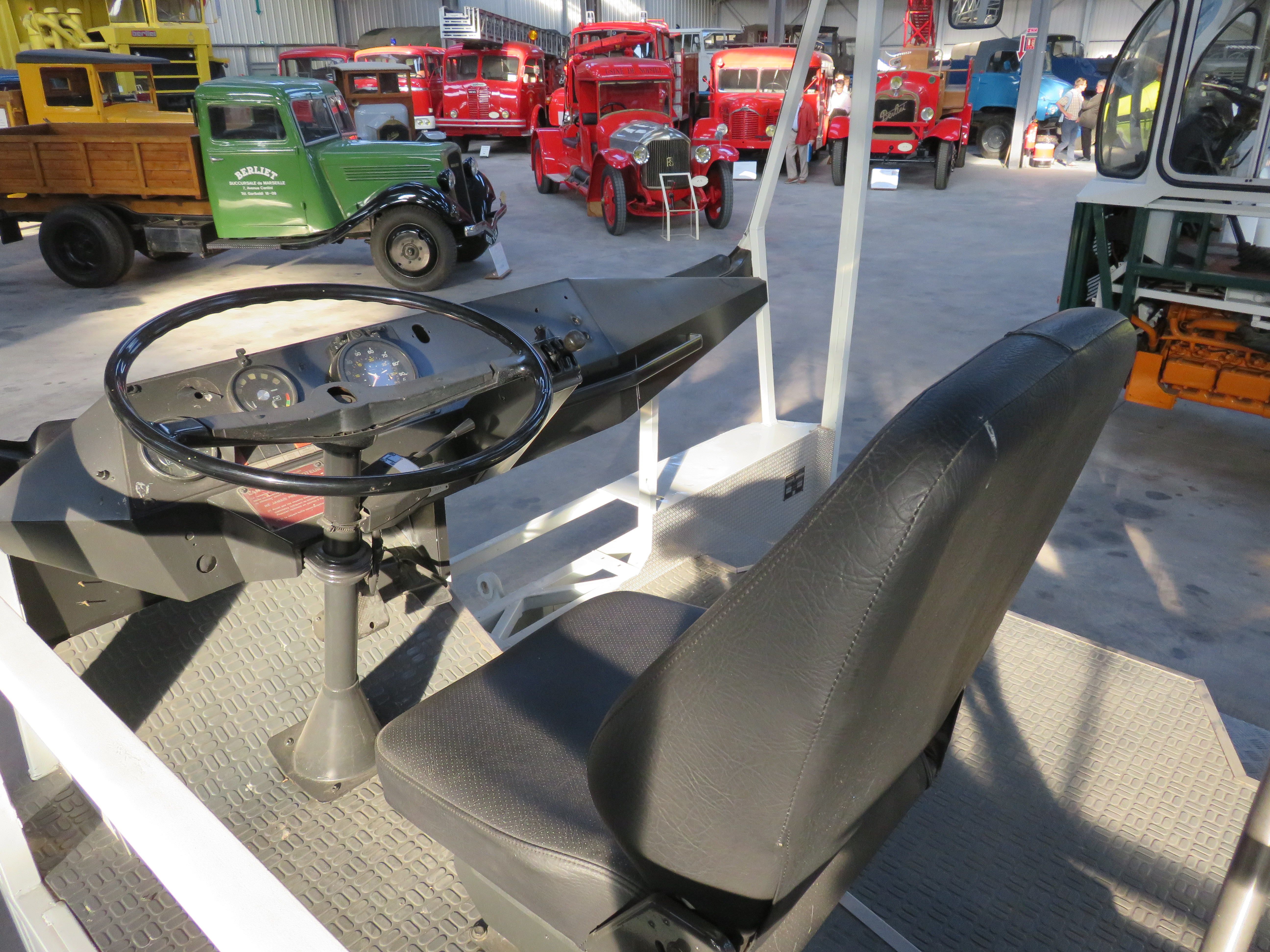
Poste de conduite du Berliet PR 100
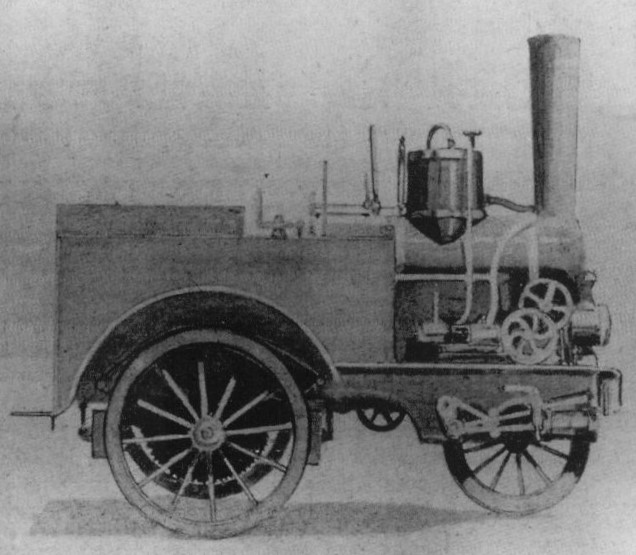
Tricycle Colibri de Marius Patay

### Vidéos
- [vidéo] France 3 Bourgogne-Franche-Comté, « Fans des camions BERLIET 4/4 : une Fondation et un conservatoire du poids lourd français », sur YouTube, 18 novembre 2019 (consulté le 8 août 2022)
- [vidéo] France 3 Rhône-Alpes, « La Fondation de l’Automobile Marius Berliet », sur YouTube, 22 novembre 2016 (consulté le 8 août 2022)